# Præsidenter for Nordisk Råd
Præsidenter for Nordisk Råd siden 1953:
- 1953 Hans Hedtoft, Danmark (Socialdemokratiet)
- 1954 Einar Gerhardsen, Norge (Arbeiderpartiet)
- 1955 Nils Herlitz, Sverige (Högern)
- 1956 Erik Eriksen, Danmark (Venstre)
- 1957 Lennart Heljas, Finland (Maalaisliitto, svensk: Agrarförbundet)
- 1958 Nils Hønsvald, Norge (Arbeiderpartiet)
- 1959 Bertil Ohlin, Sverige (Folkpartiet)
- 1960 Gísli Jónsson, Island (Sjálfstæðisflokkurinn)
- 1961 Erik Eriksen, Danmark (Venstre)
- 1962 Karl-August Fagerholm, Finland	(Sosialidemokraattinen puolue, svensk: Socialdemokraterna)
- 1963 Nils Hønsvald, Norge (Arbeiderpartiet)
- 1964 Bertil Ohlin, Sverige (Folkpartiet)
- 1965 Sigurður Bjarnason, Island (Sjálfstæðisflokkurinn)
- 1966 Harald Nielsen, Danmark (Venstre)
- 1967 Eino Sirén, Finland	(Sosialidemokraattinen puolue, svensk: Socialdemokraterna)
- 1968 Svenn Stray, Norge (Høyre)
- 1969 Leif Cassel, , Sverige (Moderaterna)
- 1970 Sigurður Bjarnason, Island (Sjálfstæðisflokkurinn)
- 1971 Jens Otto Krag, Danmark (Socialdemokratiet)
- 1972 V. J. Sukselainen, Finland, (Keskustapuolue, svensk: Centerpartiet)
- 1973 Kåre Willoch, Norge (Høyre)
- 1974 Johannes Antonsson, Sverige (Centerpartiet)
- 1975 Ragnhildur Helgadóttir, Island (Sjálfstæðisflokkurinn)
- 1976 Knud Enggaard, Danmark (Venstre)
- 1977 V. J. Sukselainen, Finland, (Keskustapuolue, svensk: Centerpartiet)
- 1978 Trygve Bratteli, Norge (Arbeiderpartiet)
- 1979 Olof Palme, Sverige (Socialdemokraterna)
- 1980 Matthias Á. Mathiesen, Island (Sjálfstæðisflokkurinn)
- 1981 Knud Enggaard, Danmark (Venstre)
- 1982 Elsi Hetemäki-Olander, Finland, (Kansallinen Kokoomus, svensk: Samlingspartiet)
- 1983 Jo Benkow, Norge (Høyre)
- 1984 Karin Söder, Sverige (Centerpartiet)
- 1985 Páll Pétursson, Island (Framsóknarflokkurinn)
- 1986 Anker Jørgensen, Danmark (Socialdemokratiet)
- 1987 Elsi Hetemäki-Olander, Finland, (Kansallinen Kokoomus, svensk: Samlingspartiet)
- 1988 Jan P. Syse, Norge (Høyre)
- 1989 Karin Söder, Sverige (Centerpartiet)
- 1990 Páll Pétursson, Island (Framsóknarflokkurinn)
- 1991 Anker Jørgensen, Danmark (Socialdemokratiet)
- 1992 Ilkka Suominen, Finland (Kansallinen Kokoomus, svensk: Samlingspartiet)
- 1993 Jan P. Syse, Norge (Høyre)
- 1994 Sten Andersson, Sverige (Socialdemokraterna)
- 1994 Per Olof Håkansson, Sverige (Socialdemokraterna)
- 1995 Geir H. Haarde, Island (Sjálfstæðisflokkurinn)
- 1996 Knud Enggaard, Danmark (Venstre)
- 1997 Olof Salmén, Åland/Finland (Åländsk Center)
- 1998 Berit Brørby Larsen, Norge (Arbeiderpartiet)
- 1999 Gun Hellsvik, Sverige (Moderaterna)
- 2000 Sigríður Anna Þórðardóttir, Island (Sjálfstæðisflokkurinn)
- 2001 Svend Erik Hovmand, Danmark (Venstre)
- 2002 Outi Ojala, Finland (Vasemmistoliitto, svensk: Vänsterförbundet)
- 2003 Inge Lønning, Norge (Høyre)
- 2004 Gabriel Romanus, Sverige (Folkpartiet liberalerna)
- 2005 Rannveig Guðmundsdóttir, Island (Samfylkingin)
- 2006 Ole Stavad, Danmark (Socialdemokratiet)
- 2007 Dagfinn Høybråten, Norge (Kristelig Folkeparti)
- 2008 Erkki Tuomioja, Finland (Sosialidemokraattinen puolue, svensk: Socialdemokraterna)
- 2009 Sinikka Bohlin, Sverige (Socialdemokraterna)
- 2010 Helgi Hjörvar, Island (Samfylkingin)
- 2011 Henrik Dam Kristensen, Danmark (Socialdemokratiet)
- 2012 Kimmo Sasi, Finland (Samlingspartiet)
- 2013 Marit Nybakk, Norge (Arbeiderpartiet)
- 2014 (til oktober) Karin Åström, Sverige (Socialdemokraterne)
- 2014 (fra oktober) Hans Wallmark, Sverige (Moderaterna)
- 2015 Höskuldur Þórhallsson, Island (Framsóknarflokkurinn)
- 2016 Henrik Dam Kristensen, Danmark (Socialdemokraterne)
- 2017 Britt Lundberg, Åland (Åländsk Center)
- 2018 Michael Tetzschner, Norge (Høyre)
- 2019 (til juni) Jessica Polfjärd, Sverige (Moderaterna)
- 2019 (fra juni) Hans Wallmark, Sverige (Moderaterna)
- 2020 Silja Dögg Gunnarsdóttir, Island (Framsóknarflokkurinn)
- 2021 Bertel Haarder, Danmark (Venstre)
- 2022 Erkki Tuomioja, Finland (Sosialidemokraattinen puolue, svensk: Socialdemokraterna)
- 2023 Jorodd Asphjell, Norge (Arbeiderpartiet)
- 2024 Bryndís Haraldsdóttir, Island (Sjálfstæðisflokkurinn)